# Dobrochna Kędzierska-Truszczyńska
Dobrochna Kędzierska-Truszczyńska (ur. 19 marca 1947 w Lęborku) – polska dziennikarka, niezależna publicystka, posłanka na Sejm X kadencji.

## Życiorys
Ukończyła w 1969 studia na Wydziale Humanistycznym Uniwersytetu Mikołaja Kopernika w Toruniu. Przez trzy lata była kierownikiem Osiedla Studenckiego „Bielany” UMK.
W 1971 została redaktorem naczelnym gazety zakładowej „Wodniak Bydgoski”, następnie została dziennikarką i kierownikiem działu miejskiego i terenowego „Ilustrowanego Kuriera Polskiego” w Bydgoszczy. Od 1977 do 1982 była kierownikiem działu społecznego, a następnie sekretarzem redakcji tygodnika „Kujawy” we Włocławku, a w latach 1982–1987 była redaktorką tygodnika „Fakty” w Bydgoszczy. Od 1982 była dziennikarką tygodnika „Polityka” w Warszawie, po czym w 1988 została głównym specjalistą ds. prasowych w Biurze Rzecznika Praw Obywatelskich w Warszawie. Jest laureatką wielu nagród publicystycznych.
W latach 1974–1982 należała do Stowarzyszenia Dziennikarzy Polskich, a od 1983 do Stowarzyszenia Dziennikarzy PRL. Członkini Polskiej Zjednoczonej Partii Robotniczej od 1977 do rozwiązania, w 1980 z jej ramienia była radną Wojewódzkiej Rady Narodowej we Włocławku. W latach 1989–1991 sprawowała mandat posła na Sejm kontraktowy wybranego w okręgu włocławskim z puli PZPR, przeszła w trakcie kadencji do Poselskiego Klubu Pracy. Zasiadała w Komisji Kultury i Środków Przekazu oraz w Komisji Administracji i Spraw Wewnętrznych.
Po zakończeniu kadencji nie ubiegała się o reelekcję. W latach 90. pracowała jako szefowa oddziału „Wprost” w Warszawie i publicystka tego tygodnika, później była redaktorem naczelnym portalu Wirtualna Polska. Gdy Marek Pol został ministrem infrastruktury, objęła stanowisko jego doradcy do spraw medialnych. Objęła również funkcję wiceprezesa zarządu Europejskiego Stowarzyszenia Sztuki i Mody „Artmode”, zajmującego się promowaniem dorobku polskiej kultury oraz opieką nad twórcami. Została redaktorką w wydawnictwie Kurhaus Publishing.
Jest matką Agnieszki Liszki, byłej rzecznik rządu Donalda Tuska i dziennikarki.
W 1986 odznaczona Srebrnym Krzyżem Zasługi.